# I Met the Walrus
I Met the Walrus ist ein kanadischer animierter Kurzfilm von Josh Raskin aus dem Jahr 2007.

## Handlung
Im Jahr 1969 interviewte der Beatles-Fan Jerry Levitan John Lennon in einem Hotel in Toronto und nahm das Interview mit Tonband auf. Die Tonspur des Interviews wird in Animation übertragen.
Levitan will von Lennon wissen, wie seine aktuelle Lage bezüglich seines Einreiseversuchs in die Vereinigten Staaten ist. Lennon stellt fest, dass man ihn da nicht haben will, weil alle denken, er werden eine Revolution anzetteln. Andere wollen ihn nicht da haben, weil sie glauben, dass er Frieden schaffen will. Er glaubt fest daran, dass er einreisen wird und entgegnet auf Levitans Frage, wie ihm die Jugend helfen könne, dass jeder im Namen des Friedens handeln solle. Jeder solle einen Revolutionär fragen, wann eine Revolution je militärisch sinnvoll gewesen sei. Lennon ruft zu friedlichem Protest auf, da Gewalt nur Gegengewalt erzeuge. Gleichzeitig soll jeder an seiner guten Seite arbeiten, da in jedem Menschen nicht nur Gott, sondern auch Hitler lebe.
Levitan erzählt, dass viele Mitschüler als Lieblingsband die Bee Gees nennen und die Beatles als Hippies verachten, doch Lennon meint, dass diese Langweiler sind, die noch nicht die Abnabelung von der Elternmeinung geschafft haben. Auf die Feststellung Levitans, dass er glaubt, in den Liedern der Beatles eine Botschaft zu hören, meint Lennon, dass es auf allen Ebenen immer wieder verschiedene Botschaften gibt. Er habe eine im Kopf gehabt, als er die Lieder schrieb, und später nach einer gesucht, wenn er die Lieder wiederhörte. Die Botschaft sei immer über alles und nichts, und alles, was man zu verstehen glaubt, ist auch da. Es ist wie mit einer Blume, die ebenfalls alles in sich vereine, was man wiederum erkenne, wenn man die Blume nur lange genug betrachte. 
Lennon beginnt, nach einem Stift zu suchen. Er spricht mit anderen Leuten im Raum. Levitan verabschiedet sich von Lennon, im Hintergrund wünscht Yoko Ono viel Glück und Frieden.

## Produktion

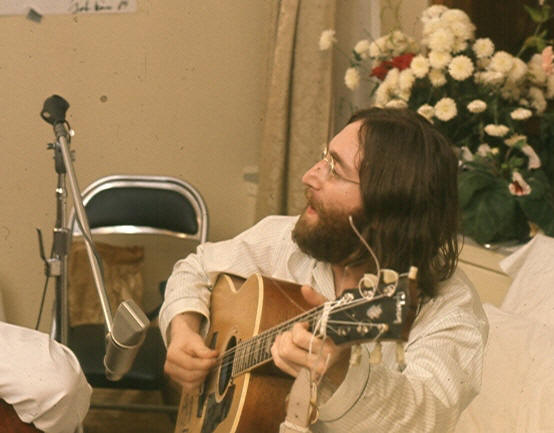
Lennon 1969 während eines Bed-Ins in Montreal

I Met the Walrus beruht auf einem Interview, das Jerry Levitan im Alter von 14 Jahren 1969 mit John Lennon führte. Dieser hielt sich zu der Zeit im King Edward Hotel in Toronto für ein Bed-In auf. Der Beatles-Fan Levitan gelangte bis zu Lennons Suite und führte mit Lennon 30 Minuten lang ein Interview, das er auf Tonband aufnahm.
Das Interview wurde für den Film auf fünf Minuten zusammengeschnitten. Die Fragen und Antworten wurden von James Braithwaite und Alex Kurina mit Stift und Computer animiert. Die Arbeit am Film begann 2006 und wurde 2007 beendet, wobei Jerry Levitan als Produzent fungierte. Der Film erlebte am 14. Juni 2007 auf dem Worldwide Short Film Festival in Toronto seine Festivalpremiere.
Der Filmtitel nimmt Bezug zum von Lennon geschriebenen Beatles-Titel I Am the Walrus.

## Auszeichnungen
Bei den Daytime Emmy Awards gewann der Film 2009 einen Daytime Emmy und erhielt auf dem RiverRun International Film Festival 2008 den Preis der Jury. Auf dem Banff Television Festival wurde der Film mit einem Banff Rockie Award ausgezeichnet.
I Met the Walrus war 2008 für einen Oscar in der Kategorie „Bester animierter Kurzfilm“ nominiert, konnte sich jedoch nicht gegen Peter und der Wolf durchsetzen.